# Pena de Pavão de Krishna
O Pena de Pavão de Krishna é um bloco carnavalesco que desfila no segundo dia do Carnaval de Belo Horizonte, desde 2013, tocando canções no ritmo do afoxé.
O bloco possui uma temática inspirada na cultura indiana e uma característica distinta é a entonação do mantra Om antes dos ensaios e do cortejo. Outro diferencial do bloco é o uso de violino como um dos principais instrumentos musicais. O nome surgiu em referência a parte da letra da música “Trilhos Urbanos”, de Caetano Veloso.

## História
O primeiro desfile do bloco aconteceu em 2013, pelas ruas do bairro Floresta. Em 2014, o bloco cresceu, reunindo um público de duas mil pessoas que desfilou pelas ruas do bairro Jardim América.
Em 2015 o bloco reuniu cerca de 4 mil participantes na Praça 15, no bairro Lagoinha, seguindo para a Pedreira Prado Lopes. O desfile do bloco ganhou a presença de um boneco de Sri Krishna, pesando 37 quilos, que foi levado por Tiago Pindaíba, conhecido também por palhaço Pindaíba.